# Stachys l'Apostolo
Stachys (in greco antico: Στάχυς?, detto l'Apostolo; fl. I secolo) fu il primo vescovo di Bisanzio, ricoprendo la carica dall'anno 38 all'anno 54; è venerato come  santo dalla Chiesa cattolica e da quella ortodossa.

## Biografia
Era uno dei settanta apostoli, seguace di Andrea e di Paolo di Tarso. Nel 38 d.C. Andrea fondò la chiesa di Bisanzio (quella che sarebbe poi divenuta il Patriarcato ecumenico di Costantinopoli), e ne nominò Stachys vescovo, il primo a ricoprire tale carica. Come riportato dai sinassari, costruì una chiesa che divenne luogo d'incontro per molti cristiani e dove insegnava. Gli succedette Onesimo.
Una figura con questo nome è citata da san Paolo nella sua lettera ai Romani (16:9), ma è ignoto se si tratti della stessa persona.